# École nationale supérieure de mécanique et des microtechniques
École nationale supérieure de mécanique et des microtechniques er et fransk ingeniør-institut tilknyttet Polymeca. 
Instituttet blev oprettet i 1902 (Laboratoire de Chronométrie), omdannet i 1961 (École Nationale Supérieure de Chronométrie et Micromécanique de Besançon) og har i dag omkring 1000 studerende.
Skolen er specialiseret i urværk og mikroteknologi.